# Eremanthe chemsaki
Eremanthe chemsaki är en fjärilsart som beskrevs av Munroe 1972. Eremanthe chemsaki ingår i släktet Eremanthe och familjen Crambidae. Inga underarter finns listade i Catalogue of Life.